# Communauté de communes de Haute Tarentaise
Die Communauté de communes de Haute Tarentaise (offizielle Schreibweise: Communauté de communes de Haute-Tarentaise) ist ein französischer Gemeindeverband mit Rechtsform einer Communauté de communes im Département Savoie, dessen Verwaltungssitz sich in dem Ort Séez befindet. Er umfasst den obersten Teil des Isère-Tals mit einer Hochgebirgslandschaft zwischen 744 m und 3823 m. Auf seinem Gebiet liegen mehrere der ganz großen Skigebiete Frankreichs und die nördlichen Teile des Nationalparks Vanoise.
Der Ende 2006 gegründete Gemeindeverband besteht aus acht Gemeinden auf einer Fläche von 569,15 km². Präsident des Gemeindeverbandes ist Yannick Amet (parteilos).

## Aufgaben
Zu den vorgeschriebenen Kompetenzen gehören die Entwicklung und Förderung wirtschaftlicher Aktivitäten und des Tourismus sowie die Raumplanung auf Basis eines Schéma de Cohérence Territoriale. Der Gemeindeverband betreibt die Rettungsdienste, die Abwasserentsorgung sowie die Müllabfuhr und -entsorgung. Zusätzlich fördert der Verband Sportveranstaltungen und bestimmt die lokale Wohnungsbaupolitik.

## Mitgliedsgemeinden
Folgende acht Gemeinden gehören dem Maison de l’Intercommunalité de Haute Tarentaise an:
| Gemeinde                                   | Einwohner 1. Januar 2022 | Fläche km² | Dichte Einw./km² | Code INSEE | Postleitzahl |
| ------------------------------------------ | ------------------------ | ---------- | ---------------- | ---------- | ------------ |
| Bourg-Saint-Maurice                        | 7.228                    | 179,07     | 40               | 73054      | 73700        |
| Les Chapelles                              | 566                      | 17,31      | 33               | 73077      | 73700        |
| Montvalezan                                | 729                      | 25,90      | 28               | 73176      | 73700        |
| Sainte-Foy-Tarentaise                      | 690                      | 100,15     | 7                | 73232      | 73640        |
| Séez                                       | 2.460                    | 42,55      | 58               | 73285      | 73700        |
| Tignes                                     | 1.953                    | 81,63      | 24               | 73296      | 73320        |
| Val-d’Isère                                | 1.572                    | 94,39      | 17               | 73304      | 73150        |
| Villaroger                                 | 359                      | 28,15      | 13               | 73323      | 73640        |
| Communauté de communes de Haute Tarentaise | 15.557                   | 569,15     | 27               | –          | –            |